# Fizikai modellezési szintézis
A fizikai modellezési szintézis olyan hangszintézis módszerekre utal, amelyekben a létrehozott hang hullámformáját matematikai modell segítségével számítják ki. Egy sor egyenletet és algoritmust használnak a hang fizikai forrásának, általában egy hangszernek a szimulálásához.

## Általános módszertan
A modellezés arra törekszik, hogy lemásolja a hangtermelést szabályozó fizikai törvényeket, és általában több paramétert tartalmaz (amelyek közül néhány állandó), amelyek leírják az eszköz fizikai anyagait és méreteit, míg mások időfüggő függvények, amelyek a játékosnak a hangszerrel való interakcióját írják le, például a húr megpendítése vagy a hanglyukak eltakarása.
Például, hogy modellezzük a dob hangját, matematikai modellre van szükség arról, hogy hogyan juttatunk energiát a két dimenziós hártyába, amikor megütjük a dobfejet. Egy nagyobb modellben szimulálni kell a hártya tulajdonságait (tömegsűrűség, merevség stb.), annak kapcsolódását a dob henger alakú testéhez, valamint a határfeltételeket (a dobtest merev lezárása), amelyek leírják a hártya időbeli mozgását és így a hang létrejöttét.
Hasonló modellezhető szintek találhatók olyan hangszerekben is, mint a hegedű, bár az energiagerjesztést ebben az esetben az íj húrhoz való csúszás-ragadási viselkedése, az íj szélessége, a hangszer rezonanciája és csillapítási viselkedése biztosítja. 
Ezenkívül ugyanezt a koncepciót alkalmazták beszédhangok szimulálására is. Ebben az esetben a szintetizátor matematikai modelleket tartalmaz a hangszál rezgéséről és a kapcsolódó gége légáramlásáról, valamint az ebből következő akusztikus hullámterjedésről a hangcsatornán keresztül. Továbbá tartalmazhat egy artikulációs modellt is, amely a hangcsatorna alakját irányítja az ajkak, a nyelv és más szervek helyzetének tekintetében.
Bár a fizikai modellezés nem volt újdonság az akusztikában és a szintézisben, mivel Hiller és Ruiz már 1971-ben implementálták véges különbség-approximációk segítségével a hullámegyenletet. Később, a Karplus–Strong-algoritmus kidolgozása és annak későbbi finomítása és általánosítása az 1980-as évek végén tette lehetővé a kereskedelmi alkalmazások megvalósítását.
A Yamaha 1989-ben szerződést kötött a Stanford Egyetemmel a digitális hullámszóró szintézis közös fejlesztésére. Azóta a technológiával kapcsolatos legtöbb szabadalom a Stanford vagy a Yamaha tulajdonában van.
Az első kereskedelmi forgalomban kapható fizikai modellezési szintetizátor, amely a hullámszóró szintézis módszerét használta, a Yamaha VL1 volt, és 1994-ben jelent meg.
Bár a digitális hullámszóró szintézis hatékonysága lehetővé tette a fizikai modellezés megvalósítását a közönséges DSP hardvereken és natív processzorokon, a valósághű hangszeremuláció gyakran nem-lineáris elemek, szóródási csomópontok stb. bevezetését igényli. Ezekben az esetekben a digitális hullámszórókat gyakran kombinálják FDTD, véges elem- vagy hullám-digitális szűrő módszerekkel, amik növeli a modellek számítási igényeit.

## A fizikai modellezéshez kapcsolódó technológiák
Példák fizikai modellezési szintézisre:
- Karplus–Strong-húrszintézis
- Digitális hullámvezető szintézis
- Tömeges interakciós hálózatok
- Beszédszintézis
- Artikulációs szintézis

## Fordítás
Ez a szócikk részben vagy egészben  a   Physical modelling synthesis című angol Wikipédia-szócikk ezen változatának fordításán alapul.  Az eredeti cikk szerkesztőit annak laptörténete sorolja fel. Ez a jelzés csupán a megfogalmazás eredetét és a szerzői jogokat jelzi, nem szolgál a cikkben szereplő információk forrásmegjelöléseként.